# Könny
A könny (formálisan könnyfilm) a szemhéj belső nyálkahártyáját és a szaruhártyát borító folyadék, amelyet a könnyrendszer termel. Ez a rendszer szekréciós részből (kiválasztó mirigyekből), és a könnycsatornából áll, amely a könnyet az orr felé vezeti. Mennyiségi és minőségi értékeléséhez a lacrymoszkópot használják. Síráskor nagyobb mértékben  termelődik könny.

## Fiziológiás funkciója

A könnykészülék diagramja és a könnyfilm „előállítása”

A könnyfilm fő funkciói:
1. Védelem
2. Kenés
3. Táplálás
4. Optikai átlátszóság biztosítása
5. Tisztítás

### Védelem
A könnyfilm a szaruhártya és a kötőhártya, valamint a szemhéj bakteriális fertőzései elleni fő védelmi vonal. Egyenletesen eloszlik a szaruhártya hámján, és védőgátként működik a külső baktériumok ellen.

### Kenés
A könnyfilm nyálkahártya komponense a szaruhártya hámja felé kenő funkciót lát el.

### Táplálás
A könnyfilm vizes komponense számos, a könnyben oldott anyag hordozójaként működik; oxigén, ionok, szén-dioxid, mucinok, lipidek; a szemfelszín eutrofizációjához és táplálásához nélkülözhetetlen anyagok.

### Optikai átlátszóság biztosítása
A könnyfilm nyálkás rétege javítja a szaruhártya felületének optikai tisztaságát. A szaruhártyahám mikrobolyhai a mucin alapjaként szolgálnak, amelyet a szaruhártyabolyhok felszívnak, ami által jobb felületi egyenletességet tesznek lehetővé.

### Tisztítás
A könnyfilmen keresztül a külső környezetből származó szennyeződések a könnymirigyek kiválasztó komponense felé áramlanak.

## Összetétele
A könnyfilm három egymást követő rétegből áll, amelyek különböző funkciókat látnak el:
1. nyálkahártya réteg
2. vizes réteg
3. lipid réteg

### Nyálkahártya réteg
A nyálkahártya a könnyfilm legmélyebb alkotóeleme, amelyet a járulékos nyálkamirigyek termelnek, és lefedi a kötőhártya és a szaruhártya hámsejtjeit. A nyálka feladata, hogy a szaruhártya felületi sejtjeinek mikrobolyhaihoz kötődjön, hogy a szaruhártya egyébként hidrofób felületét hidrofilré tegye.

### Vizes réteg
A vizes réteg a könnyfilm középső rétege, és annak legnagyobb részét képezi. Főleg a fő és a járulékos könnymirigyek váladékából állítják elő, és nemcsak elektrolitokból, hanem bizonyos szerves savakból, aminosavakból és fehérjékből is áll, amelyek antibakteriális és enzimatikus funkcióval rendelkeznek. Csökkenti a szem és a szemhéj mozgásából eredő súrlódást, megtisztítja a hámsejteket, puffereli az anyagcsere-hulladékot és eltávolítja a levegőből érkező szennyeződéseket.

### Lipidréteg
A lipidréteg a könnyfilm legkülső részét képezi, és zsírokból áll, amelyeket a meibomi mirigyek választanak ki. Feladata, hogy hidrofób gátat képezzen a szemhéj szélén, megakadályozza a könnyfilm kiszivárgását, valamint a szemfelszín hidratáltságának fenntartását az alvási órákban, szabályozva magának a könny vizes rétegének párolgási sebességét is.

## Funkcionális különbségek
- bazális könnyek
- reflex-könnyek
- pszichés könnyek: intenzív érzelmi állapotok hatására aktiválódnak, és a többitől eltérően hormonokat tartalmaznak

## Bibliográfia
- Szemészeti optika kézikönyve, AA. VV., Carl Zeiss-kiadás
- Optometriai és kontaktológiai kézikönyv, Anto Rossetti, szerk. Zanichelli
- Az anyagok kiválasztásának kritériumai a kontaktológiában, Luigi Lupelli, szerk. Assopto

## Fordítás
- Ez a szócikk részben vagy egészben  a   Lacrima című olasz Wikipédia-szócikk ezen változatának fordításán alapul.  Az eredeti cikk szerkesztőit annak laptörténete sorolja fel. Ez a jelzés csupán a megfogalmazás eredetét és a szerzői jogokat jelzi, nem szolgál a cikkben szereplő információk forrásmegjelöléseként.